# Readington Township
Readington Township est un township américain situé dans le comté de Hunterdon au New Jersey.

## Géographie
La municipalité s'étend sur 48,04 milles carrés (124,42 km2) dont 0,3 mille carré (0,78 km2) d'étendues d'eau. Elle est ainsi la plus grande municipalité du comté de Hunterdon. Le township est délimité par la branche sud du Raritan au sud, par le mont Cushetunk (en) à l'ouest et les rivières Lamington River et Rockaway Creek au nord.
Readington Township comprend les localités de Backers Island, Barley Sheaf, Centerville, Dart's Mills, Dreahook, Higginsville, Holcomb Mills, Mechanicsville, Pleasant Run, Potterstown, Readington, Riverside, Rockfellows Mills, Round Mountain, Rowland Mills, Stanton, Stovers Mills, Three Bridges, Whitehouse, Whitehouse Station et Wood Church.
| Clinton Township | Tewksbury Township                             | Bedminster (comté de Somerset) |
| Clinton Township | Readington Township                            | Branchburg (comté de Somerset) |
| Raritan Township | Hillsborough Township (en) (comté de Somerset) | Branchburg (comté de Somerset) |

## Histoire
Les premiers Européens, des Hollandais, s'implantent à Readington au début du XVIIIe siècle. Les villages de White House et Potterstown datent de la même époque. Le bourg de Stanton est quant à lui fondé par des fermiers allemands.
Le 15 juillet 1730,, la localité est officiellement créée par charte royale sous le nom de Readings ou Readings Town. Elle doit son nom au gouverneur de la province du New Jersey John Reading (en). Readington devient officiellement une municipalité en 1798 sous le nom de Readingtown Township. Le township cède une partie de son territoire au township de Tewksbury voisin en 1832, puis à nouveau en 1861.

## Patrimoine
De nombreux districts historiques de Readington Township sont inscrits au Registre national des lieux historiques : le district du moulin de Dart, le district du moulin de Taylor, le district rural de Potterstown, le village de Readington, le district de la branche sud du Raritan, le district de Stanton et le district de Whitehouse-Mechanicsville.

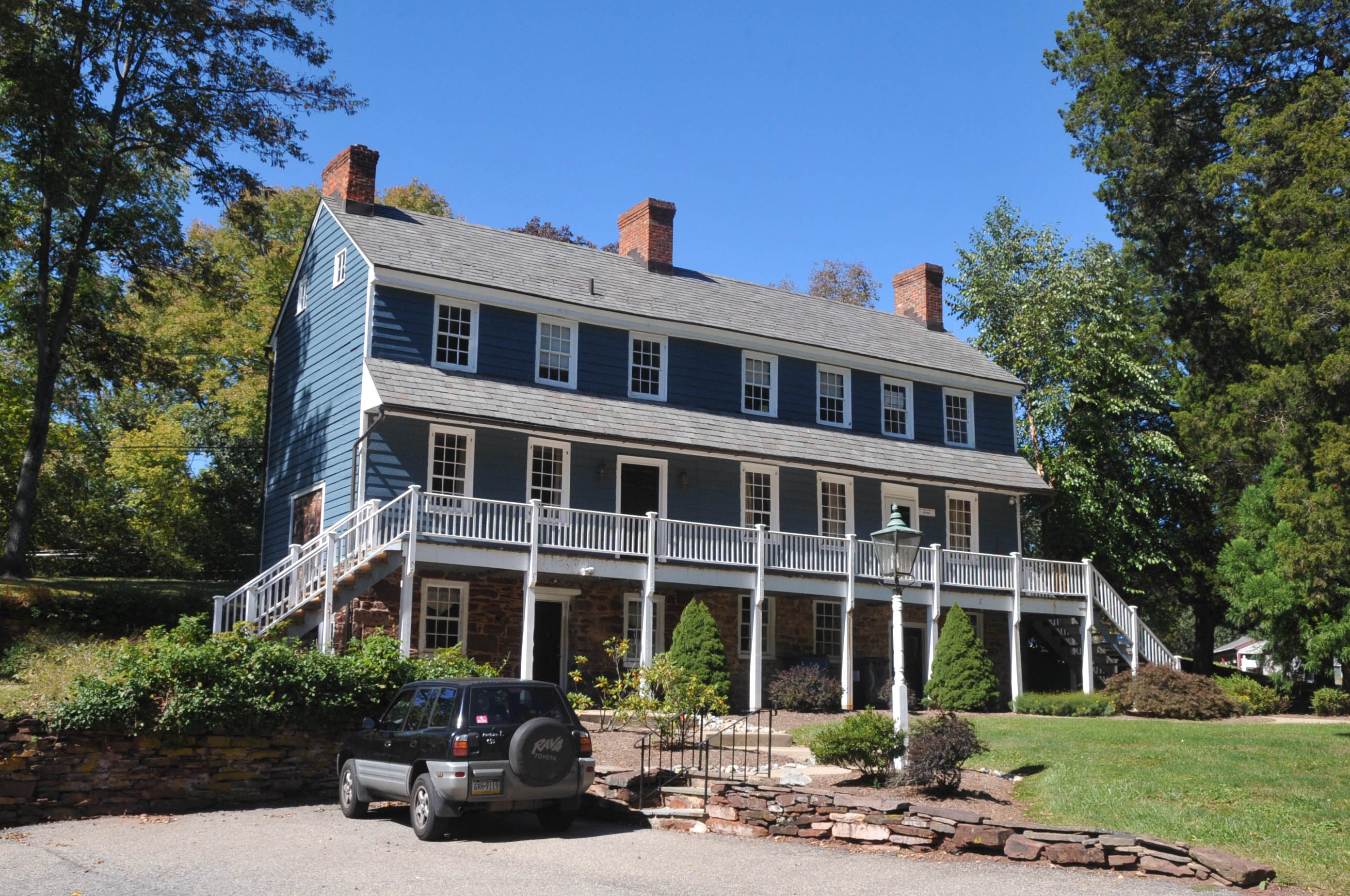
Dart's Mill.
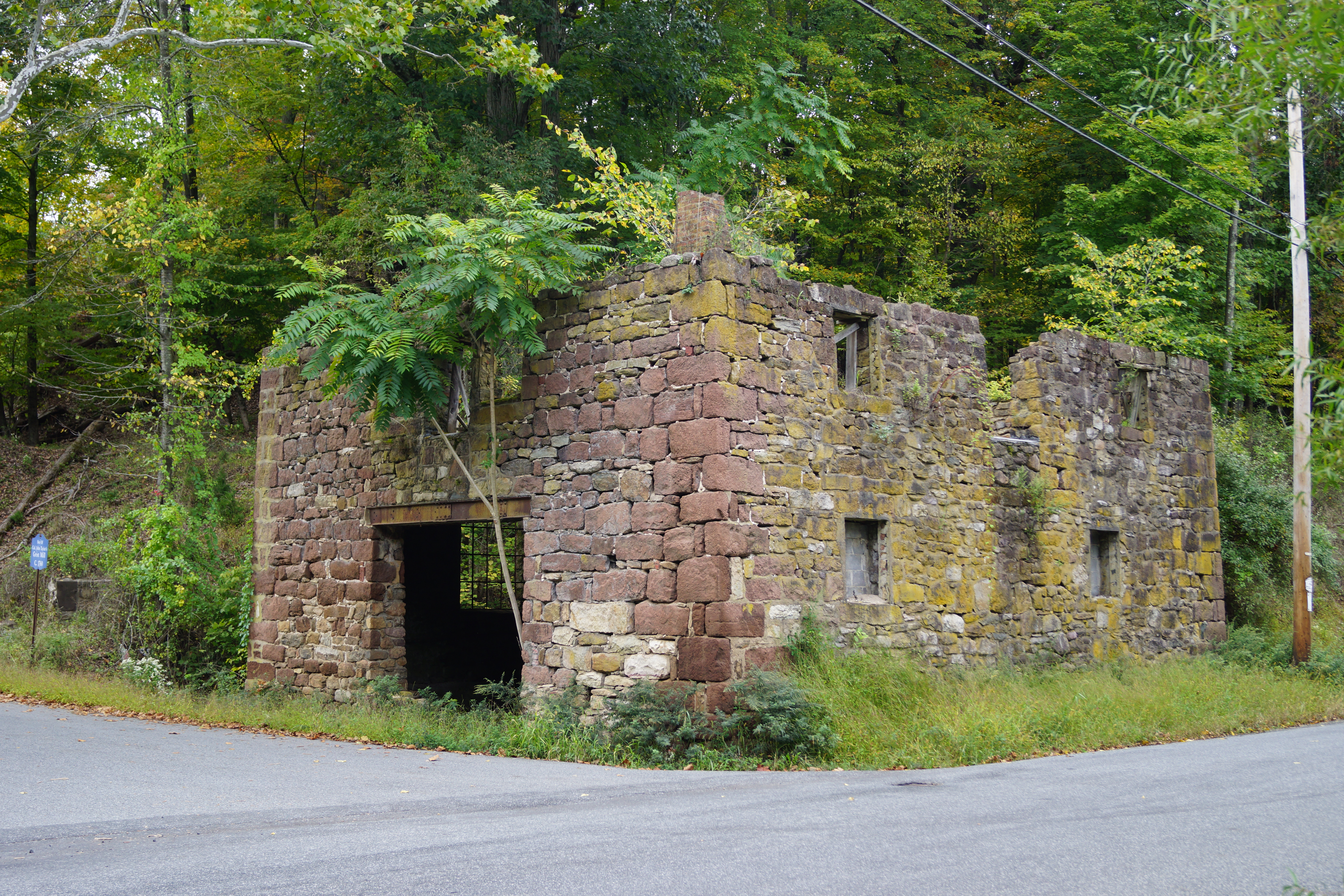
Le moulin de Taylor.
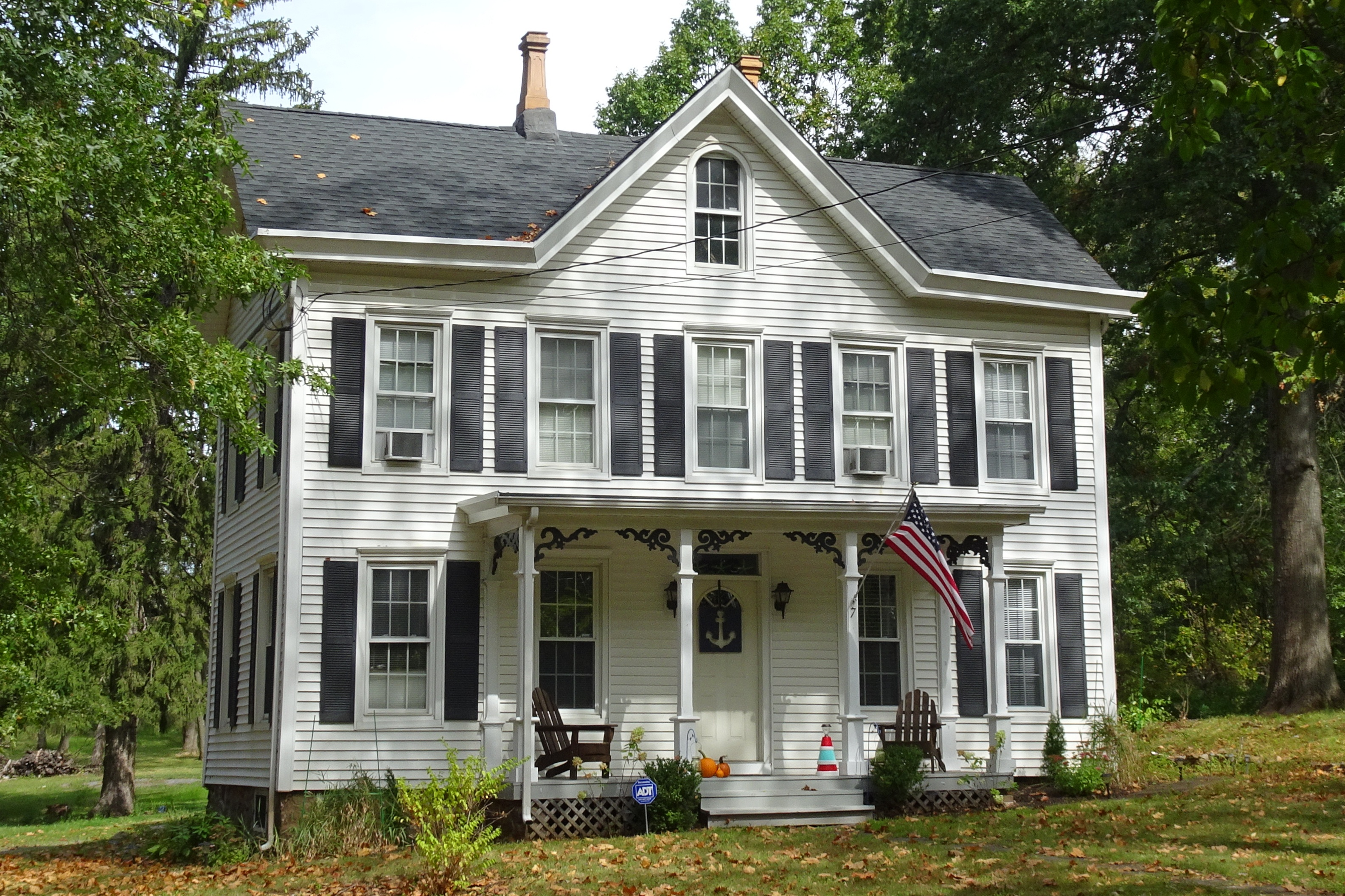
Whitehouse.
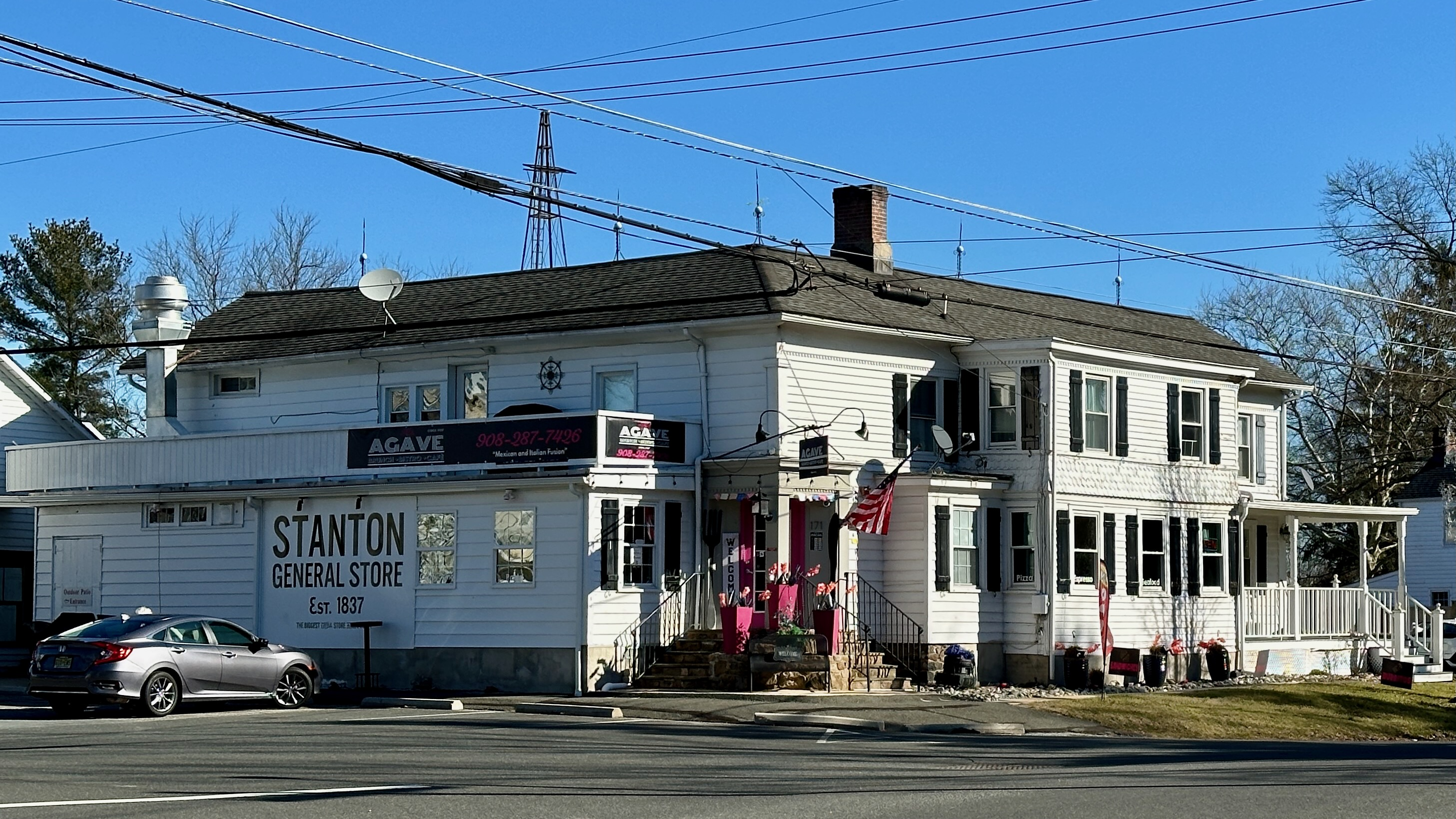
Stanton.

Des monuments individuels figurent également sur le registre : la maison de Charles Eversole bâtie en 1790, la gare de White House construite en 1892 par Bradford L. Gilbert et les ponts de Higginsville Road de 1893.

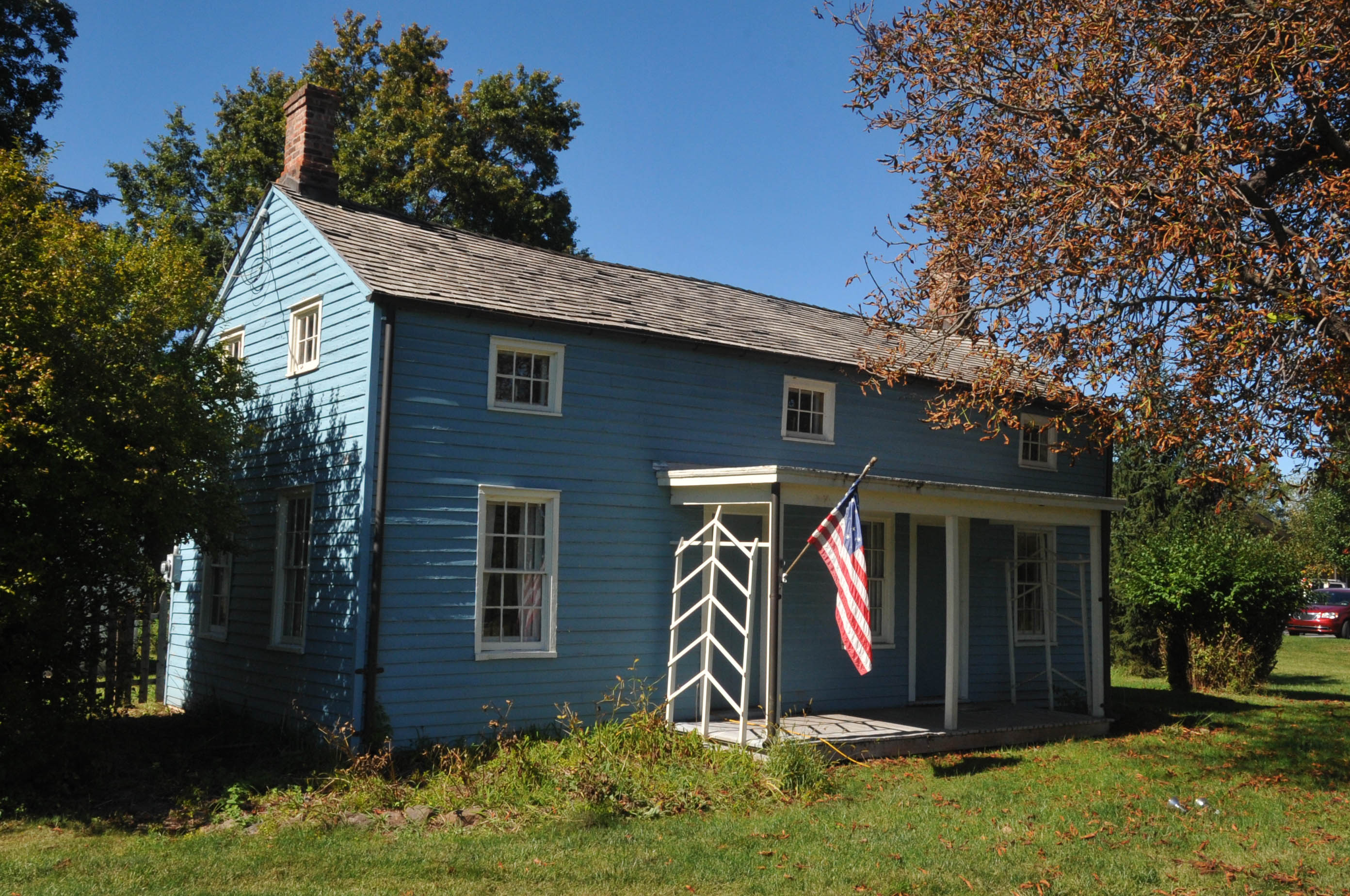
La maison Eversole.
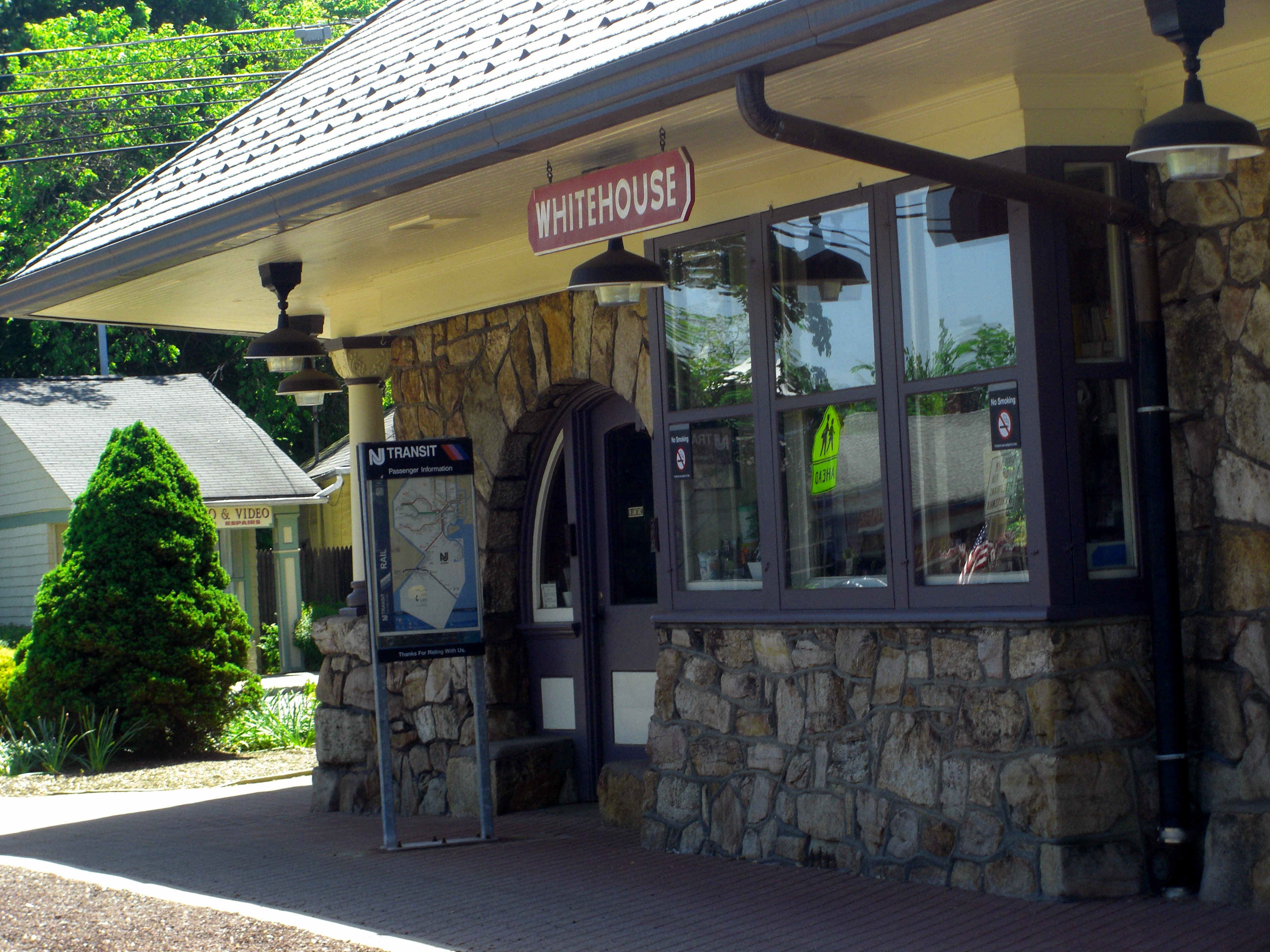
La gare de White House.

## Démographie
Lors du recensement de 2010, la population de Readington Township est de 16 126 habitants. Elle est estimée à 15 840 habitants au 1er juillet 2018, en baisse de 1,8 % par rapport à 2010.
Readington Township est une municipalité relativement blanche, aisée et éduquée. Le revenu par habitant était en moyenne de 70 305 dollars par an entre 2013 et 2017, largement supérieur à la moyenne du New Jersey (39 069 dollars) et à la moyenne nationale (31 177 dollars). Sur cette même période, 2,3 % des habitants de Readington Township vivaient sous le seuil de pauvreté (contre 10,0 % dans l'État et 11,8 % à l'échelle des États-Unis). Par ailleurs, 96,1 % de ses habitants de plus de 25 ans étaient diplômés d'une high school et 53,2 % possédaient au moins un bachelor degree (contre 89,2 % et 38,1 % au New Jersey, 87,3 % et 30,9 % aux États-Unis).
| Groupe          | Readington Township (2017) | New Jersey (2018) | États-Unis (2018) |
| --------------- | -------------------------- | ----------------- | ----------------- |
| Blancs          | 93,3                       | 72,0              | 76,5              |
| Afro-Américains | 0,7                        | 15,0              | 13,4              |
| Amérindiens     | 0,1                        | 0,6               | 1,3               |
| Asiatiques      | 4,1                        | 10,0              | 5,9               |
| Océaniens       | 0,0                        | 0,1               | 0,2               |
| Métis           | 0,9                        | 2,3               | 2,7               |
|                 |                            |                   |                   |
| Hispaniques     | 4,3                        | 20,6              | 18,3              |